# David Kernan
David Stanley Kernan (Londra, 23 giugno 1938 – 26 dicembre 2023) è stato un attore britannico.

## Biografia
Attivo soprattutto in campo teatrale, nel Kernan si affermò sulle scene londinesi a partire dagli anni sessanta come interprete di musical, recitando in ruoli centrali in On the Brighter Side (1961), Our Man Crichton (1964) e 1776 (1970). Negli anni settanta si distinse come interprete dell'opera di Stephen Sondheim, recitando nel ruolo di Carl-Magnus nella prima londinese di A Little Night Music (1975) e in Side by Side by Sondheim a Londra (1976) e Broadway (1977), dove ricevette una nomination al prestigioso Tony Award al miglior attore non protagonista in un musical per la sua interpretazione. Nel 1986 diresse il musical Jerome Kern Goes to Hollywood a Broadway, dove aver diretto e interpretato lo spettacolo anche a Londra l'anno precedente. Nel corso della sua carriera ha recitato anche in numerosi altri musical, tra cui Kiss Me, Kate a Bristol nel 1981 e il tour britannico di Aspects of Love nel 1997.
È morto nel 2023 all'età di 85 anni.

## Filmografia parziale

### Cinema
- Zulu, regia di Cy Endfield (1964)
- L'incredibile affare Kopcenko (Otley), regia di Dick Clement (1968)
- Il giorno dello sciacallo (The Day of the Jackal), regia di Fred Zinnemann (1973)

### Televisione
- Knock on Any Door – serie TV, episodio 1x08 (1965)